# Eublemma subangulata
Eublemma subangulata is een vlinder uit de familie van de spinneruilen (Erebidae). De wetenschappelijke naam van deze soort werd voor het eerst voorgesteld door George Francis Hampson in een publicatie uit 1902.
De soort komt voor op Sri Lanka.